# Jacob Derwig

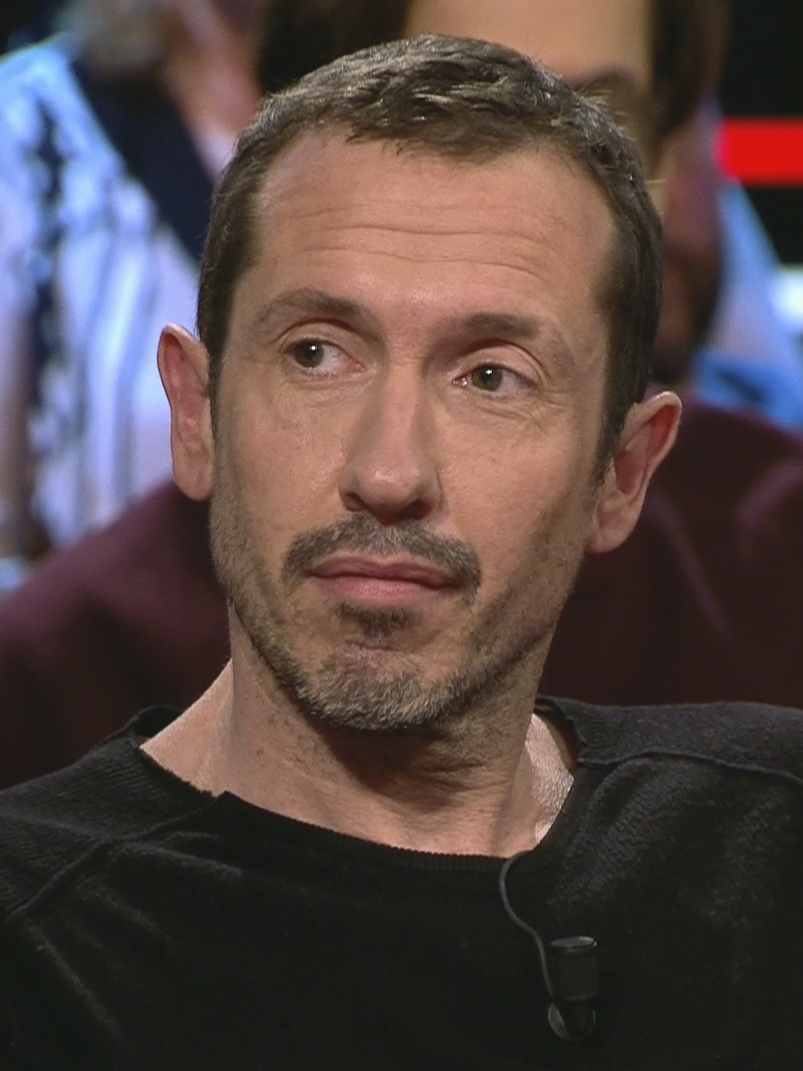
Jacob Derwig, 2018

Jacob Derwig (* 15. Juli 1969 in Den Haag) ist ein niederländischer Schauspieler.

## Beginn am Theater
Derwig studierte einige Zeit Theaterwissenschaft an der Universiteit Utrecht, gab dieses Studium jedoch zugunsten einer Ausbildung an der Toneelschool Arnhem (Theaterschule) auf und schloss diese 1994 ab. Er war 1990 einer der Gründer der Theatergruppe „’t Barre Land“. Danach spielte er von 1995 bis 1999 bei der Theatergruppe De Trust, kehrte danach aber wieder zurück zu ’t Barre Land. Ab 2005 hatte er bei der Toneelgroep Amsterdam ein festes Engagement. Hier gab er 2012 auch sein Regiedebüt mit dem neu überarbeiteten Stück Die Katze auf dem heißen Blechdach (niederl.: Kat op een heet zinken dak) von Tennessee Williams. Eine der Rollen wurde mit seiner Ehefrau Kim van Kooten besetzt. Danach verließ er die Theatergruppe und wirkt seitdem als Schauspieler in verschiedenen Theatern und auch beim Film.

## Film und Fernsehen
Derwig begann seine filmische Karriere in der Produktion Das geheimnisvolle Kleid (1996) von Alex van Warmerdam. Mit Warmerdam arbeitet er auch später noch zusammen, so in der Theaterproduktion Adel Blank (1999) und dem Film Grimm (2003). Er wirkte auch in Fernsehserien mit wie Bij ons in de Jordaan (2000) und De Enclave (2002). Im Jahr 2010 stellte er einen Psychotherapeuten in der von der NCRV produzierten Serie In therapie dar (seine Ehefrau übernahm in der Serie die gleiche Rolle als solche). Er übernahm eine Gastrolle in einer Folge der Serie All Stars, welche ein fiktives Fußballteam begleitet. Er lieh seine Stimme der Figur Tom Puss, einem in den Niederlanden bekannten Zeichentrickkater, in der Hörspielserie Olivier B. Bommel aus der Feder von Marten Toonder, und dem Beamten Bart Asjes in dem Hörbuch Das Büro. In dem Spielfilm Publieke Werken hatte Derwig die Hauptrolle Christiaan Anijs inne. Von 2017 bis 2020 spielte er den entlassenen Kriminellen Marius Milner in der Krimiserie Klem. 2021 stellte er in dem Vierteiler BuZa einen niederländischen Ministerpräsidenten namens Lourens van Maurik dar. Eine ähnliche Rolle, wie er sie auch in dem im gleichen Jahr produzierten Gerichtsdrama De Zitting verkörperte.

## Voiceover
Seit 2019 ist Derwig das Voiceover der NTR Tierdokumentation Het echte leven in de dierentuin (Das wahre Leben im Tierpark). Er war 2021 auch das Voiceover für die fünfteilige Dokumentationsreihe De Wasstraat, worin die Funktion und die Arbeit in einer Waschanlage beschrieben wird.

## Auszeichnungen
1998 wurde er für seine Rolle als Hamlet für den Louis d’Or nominiert. 2004 erhielt er den Mary Dresselhuys Prijs. 2006 bekam er den Arlecchino für seine Rolle in Opening Night. 2003 gewann er für seine Darstellung in Drei Furien & ein warmer Bruder das Goldene Kalb als bester Schauspieler. Am 6. September 2008 erhielt er aus der Hand von Pierre Bokma den Paul Steenbergen-penning. In 2011 bekam er dann auch den Louis d’Or-Preis für seine Darstellung des Pavel Protassov in Maxim Gorkis Drama Kinder der Sonne und noch einmal 2014 für die Rolle des George in Wer hat Angst vor Virginia Woolf? von Edward Albee.
Den Fernsehpreis De tv-beelden erhielt Derwig 2016 für die beste Nebenrolle als 'der Coach' in der Krimiserie Penoza. Für seine Darstellung des Gijs van Hall in dem Besatzungsdrama Bankier van het verzet (Der Bankier des Widerstands) von 2018 erhielt er ein weiteres Goldenes Kalb als bester Schauspieler.

## Privatleben
Jacob Derwig ist verheiratet mit der Schauspielerin Kim van Kooten, Tochter von Kees van Kooten, welche Derwig 2001 während der Dreharbeiten zur Fernsehserie „De acteurs“ kennenlernte. Sie haben zusammen zwei Kinder (Roman * 2004 und Kee Molly * 2007). Roman Derwig ist ebenfalls als Schauspieler tätig, so erschien er 2025, zusammen mit seinem Vater, in einer der Hauptrollen als introvertierter Jugendlicher in der niederländischen Serie Elixer. 2019 erwarb das Ehepaar für 1,85 Millionen Euro ein Haus nahe dem Vondelpark in Amsterdam.

## Filmografie (Auswahl)
Derwig spielte Haupt- und bedeutende Nebenrollen u. a. in:
- 1996 – De jurk (Das geheimnisvolle Kleid) – Kurier
- 1998 – Temmink: The Ultimate Fight – David
- 1998 – De Enclave – Dennis Krol
- 2000 – Bij ons in de Jordaan – der junge Arie
- 2000 – Lek (Krimi) – Patrick
- 2002 – Zus & Zo (Drei Furien & ein warmer Bruder) – Nino (Transsexuelle)
- 2003 – Grimm – Jacob
- 2005 – Offers (Fernsehfilm) – Harun
- 2008 – Tiramisu – Jacob
- 2010–2011 – In therapie – Paul
- 2012 – Alles is familie (Fortsetzung von Alles is liefde) – Dick Tasman
- 2013 – Wolf (Krimi) – Bewährungshelfer
- 2013 – Het Diner – Paul
- 2013 – Doris (Fernsehserie) – Tim
- 2014 – De Deal (Fernsehserie) – André Wouters
- 2015 – Penoza (Krimiserie) in Staffel IV – der Coach
- 2015 – Publieke Werken (In guter Absicht) – Anijs
- 2017–2020 – Klem – Marius Milner
- 2018 – Bankier van het verzet (Der Bankier des Widerstands) – Gijs van Hall
- 2019 – Het irritante eiland (Die total verrückte Zauberinsel) – Boudewijn
- 2021 – Red Light (Thrillerserie) – Eric Savenije
- 2021 – De Zitting (Fernsehfilm) – Fabian Ploch (Politiker)
- 2021–2022 – BuZa (Dramaserie) – Lourens van Maurik (Politiker)
- 2023 – Klem – Marius Milner
- 2024 – Krazy House – officier Jansen
- 2025 – Elixer – Juliën Rombauts